# 小七孔镇
小七孔镇，是中华人民共和国贵州省黔南布依族苗族自治州荔波县下辖的一个乡镇级行政单位。
2014年4月14日，贵州省人民政府批复荔波县部分乡镇行政区划调整，新设置的小七孔镇辖原小七孔镇、播尧镇，镇人民政府驻和平村。

## 行政区划
小七孔镇下辖以下地区：
绿林村、拉欧村、联山村、新街村、和平村、架桥村、中心村、尧花村、黎明村、觉巩村、联江村、地莪村和拉平村。